# Benaicha Chelia
Benaicha Chelia là một đô thị thuộc tỉnh Sidi Bel Abbès, Algérie. Dân số thời điểm năm 2002 là 5.086 người.